# Margaret Mazzantini
Pour les articles homonymes, voir Mazzantini.
Margaret Mazzantini, née le 27 octobre 1961 à Dublin, en Irlande, est une romancière, scénariste et actrice italienne. Elle vit aujourd'hui[Quand ?] à Rome.

## Biographie
Née à Dublin d'un père italien écrivain, Carlo Mazzantini (it), et d'une mère irlandaise peintre, Anne Donnelly (en), Margaret Mazzantini vit enfant dans différents pays européens avant que sa famille s'installe à Tivoli, près de Rome, où elle grandit et fait ses études secondaires. Elle a pour sœur l'actrice Giselda Volodi. En 1982, elle est diplômée de l'Académie nationale d'art dramatique de Rome. En parallèle à sa carrière d'actrice, elle décide en 1994 de s'orienter vers l'écriture et commence à publier ses premières œuvres.
C'est le roman Écoute-moi (Non ti muovere) qui, dès sa sortie en 2001, la rend célèbre en Italie et dans le monde. Venir au monde (Venuto al mondo, 2008), qui remporte le prix Campiello, est un autre succès.
Épouse de Sergio Castellitto depuis 1987, Margaret Mazzantini écrit le scénario tiré de son roman Écoute-moi que son mari réalise sous le titre À corps perdus (Non ti muovere) en 2004, tout comme pour les films Venir au monde (Venuto al mondo) en 2012, Nessuno si salva da solo en 2015 et Fortunata en 2017.
Son fils aîné Pietro Castellitto est acteur et réalisateur.

## Œuvres

### Romans
- Il catino di zinco (1994)
- Manola (1999)
- Il catino di zinco (2000) Publié en français sous le titre Antenora, traduit par Vincent Raynaud, Paris, Éditions Robert Laffont, coll. « Pavillons », 2007  (ISBN 2-221-10355-6) ; réédition, Paris, 10/18, coll. « Domaine étranger » no 4210 2009,  (ISBN 978-2-264-04791-5)
- Non ti muovere (2001) – prix Rapallo-Carige et prix Strega 2002 Publié en français sous le titre Écoute-moi, traduit par Vincent Raynaud, Éditions Robert Laffont, coll. « Pavillons », 2004,  (ISBN 978-2-2210-9654-3) ; réédition, Paris, 10/18, coll. « Domaine étranger » no 3792 2005  (ISBN 2-264-04038-6)
- Zorro. Un eremita sul marciapiede (2004)
- Venuto al mondo (2008) – prix Campiello 2009 Publié en français sous le titre Venir au monde, traduit par Nathalie Bauer, Paris, Éditions Robert Laffont, coll. « Pavillons », 2010[2] (ISBN 978-2221-11359-2) ; réédition, Paris, 10/18, coll. « Domaine étranger » no 4458 2011  (ISBN 978-2-264-05030-4)
- Nessuno si salva da solo (2011) Publié en français sous le titre Personne ne se sauve tout seul, traduit par Delphine Gachet, Éditions Robert Laffont, coll. « Pavillons », 2014  (ISBN 978-2-221-13205-0)
- Mare al mattino (2011) Publié en français sous le titre La Mer, le matin, traduit par Delphine Gachet, Éditions Robert Laffont, coll. « Pavillons », 2012  (ISBN 978-2-221-13139-8) ; réédition, Paris, 10/18, coll. « Domaine étranger » no 4862 2014,  (ISBN 978-2-264-06177-5)
- Splendore (2013)Publié en français sous le titre Splendeur, traduit par Delphine Gachet, Éditions Robert Laffont, coll. « Pavillons », 2017  (ISBN 978-2-221-15699-5)

## Filmographie

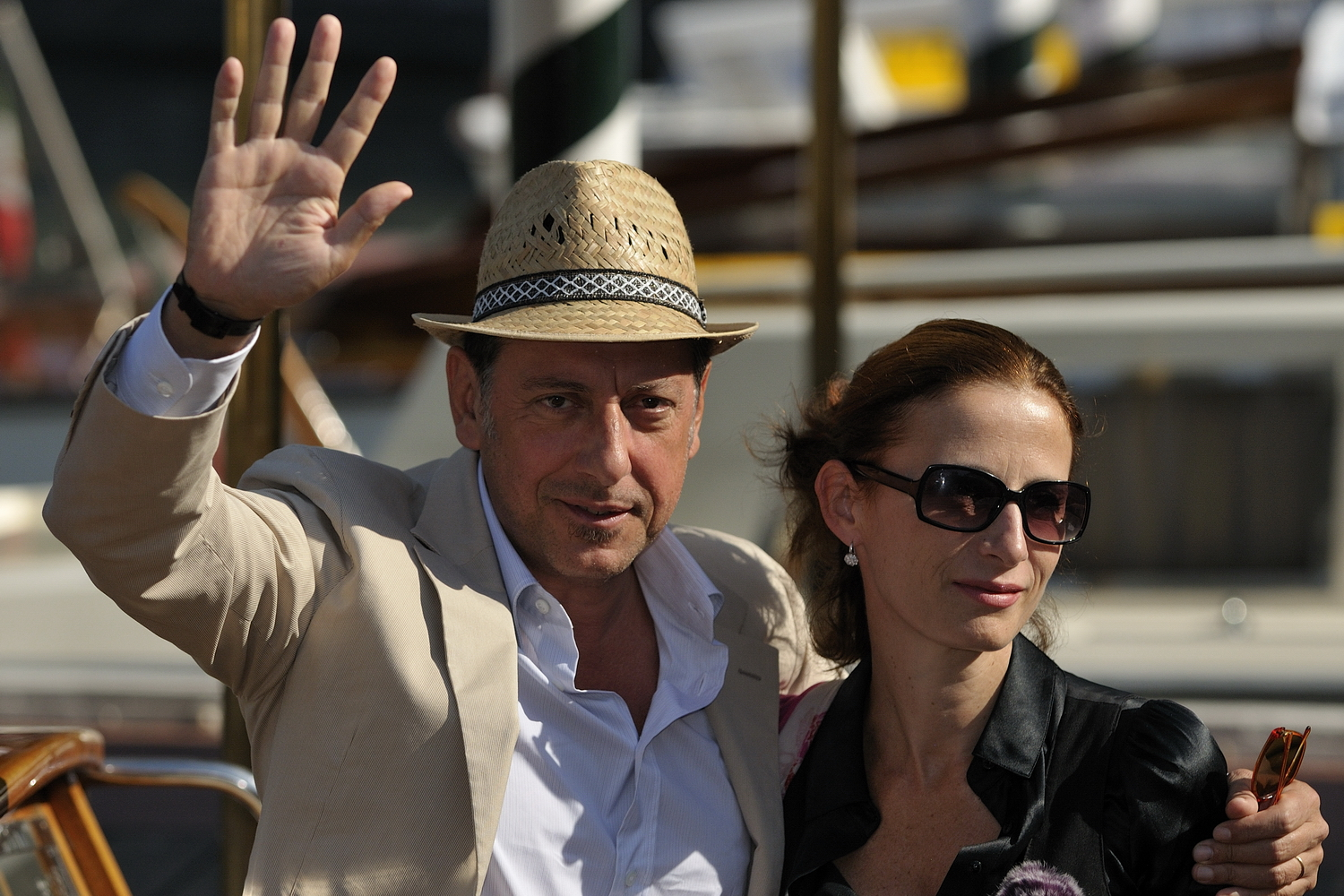
Margaret Mazzantini et son époux Sergio Castellitto à la Mostra de Venise 2009.

### Comme scénariste
- 1999 : Libero Burro, film italien écrit, réalisé et interprété par Sergio Castellitto, scénario de Margaret Mazzantini en collaboration avec le réalisateur, avec Margaret Mazzantini, Michel Piccoli et Chiara Mastroianni
- 2004 : À corps perdus (Non ti muovere), film italien réalisé et interprété par Sergio Castellitto, scénario de Margaret Mazzantini adapté du roman Écoute-moi (Non ti muovere) en collaboration avec le réalisateur, avec Penélope Cruz
- 2010 : La bellezza del somaro, film italien écrit, réalisé et interprété par Sergio Castellito, scénario de Margaret Mazzantini en collaboration avec le réalisateur, avec Laura Morante
- 2012 : Venir au monde (Venuto al mondo), film italien réalisé par Sergio Castellitto, scénario de Margaret Mazzantini adapté de son roman éponyme en collaboration avec le réalisateur, avec Penélope Cruz et Emile Hirsch
- 2015 : Nessuno si salva da solo, film italien réalisé par Sergio Castellitto, scénario de Margaret Mazzantini adapté de son roman éponyme, avec Riccardo Scamarcio et Jasmine Trinca
- 2017 : Fortunata, film italien réalisé par Sergio Castellitto, scénario de Margaret Mazzantini, avec Stefano Accorsi et Jasmine Trinca